# Курдгелашвілі Наскіда Нінійович
Наскіда Нінійович Курдгелашвілі (1912, село Алматі, тепер Кварельський муніципалітет, Грузія — ?) — грузинський радянський діяч, тракторист, бригадир тракторної бригади Кварельської та Енісельської МТС Кварельського району Грузинської РСР. Депутат Верховної Ради СРСР 5-го скликання.

## Життєпис
Народився в селянській родині. Трудову діяльність розпочав наймитом у заможних селян.
З 1934 року працював в колгоспі «Інцобі» Кварельського району Грузинської РСР.
Закінчив Гурджаанську автотракторну школу Грузинської РСР.
У 1936—1950 роках — тракторист, бригадир тракторної бригади Кварельської машинно-тракторної станції (МТС) Кварельського району Грузинської РСР.
Член ВКП(б) з 1949 року.
У 1950—1958 роках — бригадир тракторної бригади № 2 Енісельської МТС Кварельського району Грузинської РСР. Був одним із передових комбайнерів Кварельського району.
З 1958 року — тракторист, комбайнер колгоспу імені Куйбишева Кварельського району Грузинської РСР.
Подальша доля невідома.